# Howard Hamlin
Howard Hamlin è un personaggio immaginario della serie televisiva Better Call Saul, spin-off della serie pluripremiata Breaking Bad, interpretato da Patrick Fabian e doppiato da Tony Sansone.

## Biografia
Howard è un avvocato esperto e benestante, tra i soci amministratori dello studio legale di Albuquerque Hamlin Hamlin & McGill (HHM), fondato originariamente da suo padre George e il suo socio Chuck McGill. In seguito Howard si unì a loro; in seguito alla morte di George al ritiro di Chuck a causa di una presunta elettrosensibilità, Howard rimane al comando dello studio.
Howard accetta di assumere nella sala posta dell'HHM Jimmy, fratello minore di Chuck che quest'ultimo ha preso sotto la sua ala per allontanarlo dal suo passato da truffatore a Los Angeles. Jimmy resta colpito dal lavoro legale condotto da Chuck e da Kim Wexler, una studentessa di giurisprudenza che lavora con lui in sala posta, quindi si impegna a ottenere una laurea in materia tramite una scuola per corrispondenza. Jimmy supera con successo l'esame di abilitazione, ma Chuck ordina segretamente a Howard di negargli un lavoro all'HHM. Non sapendo che dietro al rifiuto c'è il fratello, Jimmy sviluppa risentimento verso Howard e apre una propria attività in un ufficio nel retro di un salone per unghie.
Dal momento che Chuck non può uscire di casa, Howard tenta di acquistare la sua quota della società con un pagamento simbolico. In quanto badante e tutore de facto di Chuck, Jimmy rifiuta, affermando che acconsentirà solo se Howard pagherà l'intero valore della quota di Chuck.

### Prima stagione
Jimmy usa i soldi ottenuti da una tangente per rifarsi l'abbigliamento e per un cartellone pubblicitario, entrambi i quali copiano gli stili distintivi di Howard e della HHM. Howard chiede a Kim di riprendere Jimmy al riguardo, ma quest'ultimo rifiuta di cambiare. Howard fa causa a Jimmy per plagio e gli viene imposto di rimuovere il cartellone pubblicitario entro due giorni, ma Jimmy ne approfitta per inscenare il salvataggio di un operaio, così da attirare interesse sul suo studio legale.
Il giorno dopo, Chuck scopre del salvataggio effettuato da Jimmy, ma a causa di un fraintendimento viene colpito da un teaser della polizia e viene ricoverato d'urgenza in ospedale, dove si apprende che la malattia di Chuck è di natura psicosomatica. Howard informa Jimmy che il procuratore distrettuale ha accettato di ritirare le accuse, così che Chuck possa tornare a casa. Jimmy ritiene che Howard non voglia che Chuck venga ricoverato in un ospedale psichiatrico per convincerlo a vendergli la sua parte di società, quindi afferma che farà internare il fratello, salvo poi ammettere a Kim di averlo detto solo per irritare Howard.
L'attenzione dei media per il salvataggio effettuato da Jimmy lo spinge ad avviare uno studio legale per gli anziani, interessandosi particolarmente a una frode presso la casa di riposo Sandpiper Crossing, assistito da Chuck. La class action avviata dai fratelli si rivela troppo grande, quindi Chuck suggerisce di portare il caso alla HHM. Howard organizza un incontro con Jimmy e Chuck nell'azienda, prendendo misure per la condizione di Chuck. L'HHM accetta di occuparsi del caso e Howard offre a Jimmy il venti per cento dei guadagni finali o dell'accordo e un compenso di ventimila dollari, chiarendo però che Jimmy non continuerà a partecipare al caso; quando Howard non riesce a giustificare perché continui a escludere Jimmy, quest'ultimo rifiuta di cedere il caso.
Kim affronta Howard sul trattamento che riserva a Jimmy e Howard ammette che agisce così per volontà di Chuck. Frattanto, anche Jimmy scopre che è stato Chuck a volere la sua esclusione dall'azienda, quindi affida a HHM il caso Sandpiper e a Howard il compito di occuparsi giornalmente di Chuck. Dopo aver visto di persona la routine di Jimmy, Howard resta impressionato dal tempo e dagli sforzi impiegati per prendersi cura del fratello e incarica Ernesto, un dipendente di HHM, il compito di continuare a occuparsi di Chuck.